# 홍여진
홍여진(洪如眞, 1958년 2월 5일 ~ )은 대한민국의 미스코리아이자 배우이다. 1979년 미스코리아 선에 당선되었으며, 1987년 영화 《추억의 이름으로》의 주인공 김재이 역할로 데뷔하였다.

## 학력
- 캘리포니아 대학교 경영학
- 경복여자상업고등학교

## 출연작

### 드라마
- 2018년 SBS 《나도 엄마야》 ... 조영란 역
- 2016년 MBC 《캐리어를 끄는 여자》
- 2015년 MBC 《불굴의 차여사》 ... 미미 역(특별출연)
- 2014년 SBS 《유혹》 ... 정윤숙 역
- 2013년 MBC 《제왕의 딸 수백향》 ... 가야 기문국 귀족부인 역
- 2013년 JTBC 《더 이상은 못 참아》 ... 이낙복 역
- 2013년 MBC 《스캔들: 매우 충격적이고 부도덕한 사건》 ... 공기찬 어머니 역
- 2013년 SBS 《너의 목소리가 들려》 ... 장혜성 모의 친구 역
- 2013년 SBS 《야왕》 ... 하류의 2차 사모님 역
- 2013년 JTBC 《무자식 상팔자》 ... 영현의 이모 역(특별출연)
- 2012년 KBS 《부부클리닉 사랑과 전쟁2》
- 2012년 채널A 《판다양과 고슴도치》 ... 황정례 역
- 2012년 KBS2 《각시탈》 ... 현 의원의 부인 역
- 2012년 KBS2 《넝쿨째 굴러온 당신》 ... 고옥의 친모 역
- 2012년 tvN 《노란복수초》 ... 줄리아 회장/주혜란 역
- 2012년 TV조선 《지운수대통》 ... 전 여사 역
- 2011년 MBC 《넌 내게 반했어》 ... 희주 모 역
- 2011년 MBC 《불굴의 며느리》 ... 상우 모 역
- 2010년 SBS 《괜찮아, 아빠딸》 ... 이순정 역
- 2010년 SBS 《자이언트》 ... 양명자 역
- 2010년 SBS 《산부인과》 ... 민영주의 어머니 역
- 2010년 MBC 《민들레 가족》 ... 명석 모 역
- 2010년 SBS  《제중원》
- 2009년 SBS 《망설이지마》 ... 선아 모 역
- 2009년 MBC 《살맛 납니다》 ... 홍 여사 역
- 2009년 SBS 《사랑은 아무나 하나》 ... 안대숙 역
- 2009년 KBS 《전설의 고향 - 씨받이》 ... 옹주마마 역
- 2009년 SBS 《찬란한 유산》
- 2008년 MBC 《사랑해, 울지마》 ... 서영 모 역
- 2008년 SBS 《아내의 유혹》 ... 이 여사 역
- 2007년 KBS 《인순이는 예쁘다》 ... 남소정 역
- 2007년 MBC 《고맙습니다》 ... 강혜정 역
- 2006년 MBC 《90일, 사랑할 시간》 ... 김태훈 작은 누나 역
- 2006년 SBS 《사랑도 미움도》 ... 예미선 역
- 2006년 KBS 《그 여자의 선택》 ... 수정 모 역
- 2005년 KBS2 《쾌걸춘향》 ... 공월매에게 사기당한 여자 역
- 2004년 MBC 《왕꽃 선녀님》 ... 동하 엄마 역
- 2004년 KBS2 《미안하다, 사랑한다》 ... 강민주의 어머니 역
- 2003년 SBS 《올인》 ... 요정 마담 역
- 2003년 MBC 《선녀와 사기꾼》
- 2001년 MBC 《가을에 만난 남자》
- 2001년 KBS 《행복한 도둑》
- 2001년 MBC 《호텔리어》 ... 송지현 역
- 1999년 KBS 《부부클리닉 사랑과 전쟁》
- 1998년 KBS 《종이학》 ... 홍여사 역
- 1998년 SBS 주말극장《흐린 날에 쓴 편지》 ... 오 마담 역
- 1997년 SBS 《여자》
- 1996년 KBS2 《첫사랑》... 장 마담 역
- 1996년 SBS 《남자 대탐험》 ... 양명분 역
- 1995년 SBS 《다시 만날 때까지》
- 1994년 SBS 《까치네》
- 1994년 SBS 《영웅일기》
- 1991년 KBS2 《TV 손자병법》
- 1990년 KBS2 《꽃 피고 새 울면》
- 1989년 MBC 《나비야 청산가자》

### 영화
- 2017년 《그리다》 ... 어머니 역
- 2016년 《히야》 ... 진상 모 역
- 2015년 《파일 - 4022일의 사육》 ... 민국 모 역
- 2015년 《연애의 맛》 ... 길 모 역
- 2012년 《후궁: 제왕의 첩》 ... 수라간상궁 역
- 2008년 《4요일》 ... 자식이 전부인 엄마, 김숙자 역
- 2008년 《기다리다 미쳐》 ... 원재 모 역
- 2007년 《용의주도 미스신》 ... 동민 모 역
- 2004년 《마법경찰 갈갈이와 옥동자》 ... 유령 4 역
- 2003년 《주글래 살래》 ... 왕언니 역
- 1999년 《루트 7》 ... 가게여자 역
- 1998년 《키스할까요》 ... 성주 아내 역
- 1997년 《박대박》 ... 홍마담 역
- 1995년 《노란 손수건》
- 1994년 《오사카의 푸른 밤》
- 1993년 《사라의 계절》 ... 현지혜 역
- 1993년 《소녀 18세》
- 1993년 《에로스》 ... 윤소희 역
- 1993년 《여자의 시대는 끝나지 않는다》
- 1992년 《언제나 막차를 타고 오는 사람》
- 1992년 《위험수위》
- 1992년 《안개에 젖은 리오의 밤은 깊어》 ... 수인 역
- 1991년 《어느 중년부인의 위기》 ... 오혜정 역
- 1991년 《갈마》 ... 선례 역
- 1989년 《추억의 이름으로》 ... 김재이 역

### 예능
- 2002년 KBS1 《가족오락관》
- 2011년 SBS 《도전 1000곡》 - 174회 (게스트) 자이언트 출연자 3인방과 함께 출연
- 2013년 MBC 《스타 다이빙 쇼 스플래시》
- 2013년 JTBC 《미스코리아 비밀의 화원》

## 경력
- 1993년 녹원회(미스코리아모임) 부회장역임.
- 1987년 영화 '추억의이름으로' 주인공 데뷔
- 1979년 1979년 미스코리아 '선'
- 1979년 영국개최 '미스월드' 출전
에콰도르 개최 '미스 펄오브퍼시픽 출전'
- 1978년 LA 한인방송 아나운서/ cf모델로 활약
- 1977년 미국 캘리포니아로 가족이민 떠남.

## 수상
- 1993년 제29회 백상예술대상 인기상[1]
- 1979년 미스코리아 선[1]